# Andres Lokko
Andres Mart Lokko, född 29 maj 1967 i Torshälla, är en svensk journalist, musikkritiker och manusförfattare.

## Biografi
Lokkos föddes som son till Ago Lokko och hans hustru Silvi, vilka båda flydde till Sverige från Estland i samband med att Sovjetunionen ockuperade landet. Föräldrarna träffades i Stockholm och när fadern fick arbete på Nyby bruk flyttade de till Torshälla, där Lokko föddes. Han växte upp i Viksjö i Järfälla kommun och gick i Estniska skolan, där han bland annat var skolkamrat med bröderna Martin Luuk och Kristian Luuk.
Lokko började sin journalistbana på Aftonbladet och har skrivit för tidningarna Pop (som han även var med om att starta), Bibel och Ultra. Han har varit producent och programledare för MTV:s program This Is Our Music. Dessutom låg han bakom musikwebbplatsen Feber (2000–2002) tillsammans med Mats Olsson, Lennart Persson och Jan Gradvall.
Andres Lokko ingår även i Killinggänget som gjort tv-serier som I manegen med Glenn Killing, NileCity 105,6 och Percy tårar samt spelfilmen Fyra nyanser av brunt.
Numera skriver Lokko populärkulturrelaterade krönikor och musikrecensioner för Svenska Dagbladet. Dessutom har han en kolumn i tidningens nyhetsdel varannan vecka. Han har även uppdraget som juryordförande för det årliga musikpriset Nordic Music Prize. Mellan 2021 och 2024 drev han musikprogrammet Lokko i P2 på Sveriges Radio. I det timslånga programmet, som sändes varannan vecka, introducerade Lokko lyssnarna till ny musik i olika genrer och spelade den bästa musiken enligt kritiker och dj:s runt om i världen.
Lokko har medverkat i Sveriges Radios program Sommar i P1 två gånger: 18 juni 1994 och 20 juli 2010. Under 2012 gjorde han även poddradioshowen Luuk & Lokko tillsammans med Kristian Luuk.
Hösten 2025 ger Modernista förlag ut Lokkos självbiografi under titeln Vinylsjuor och Weller-medleyn: Ett liv i popkulturens tjänst.

## Texter och produktion
En av Lokkos mest berömda texter är "Låt inte dom jävlarna ta dig", publicerad i april-numret av Pop 1998, som enligt upphovsmannen själv resulterade i att ungefär 1500 läsare direkt sade upp sin prenumeration på tidningen. Texten är ett dogmatiskt linjetal som motsätter sig all form av framåt- och nytänkande inom musik. Titelns så kallade "jävlar" är i det här fallet artister som hänger sig åt experimentlusta eller uppvisar utsvävande konstnärliga ambitioner, vilket enligt Lokko hotar att locka in musiklyssnare i estetisk förvillelse. Som exempel namnges bland annat Radiohead, Frank Zappa, Suede, Yes och Pink Floyd.
Texten hade ett stort inflytande, i synnerhet i sin förbudsiver och i sin vilja att avvisa hela artistskap på estetisk-moraliska grunder.